# Debra Granik
Debra Granik (née le 6 février 1963 au Massachusetts) est une réalisatrice américaine indépendante.

## Biographie
Elle réalise son premier court métrage, Snake Feed, en 1997.
Elle a remporté plusieurs récompenses au Festival du film de Sundance et dans de nombreux festivals, et a été nommée aux Oscars en 2011 conjointement avec la productrice Anne Rosellini pour son film Winter's Bone, adapté du roman Winter's Bone de Daniel Woodrell.

## Filmographie
- 1997 : Snake Feed (court métrage)
- 2004 : Down to the Bone (en)
- 2010 : Winter's Bone
- 2014 : Stray Dog (documentaire)
- 2018 : Leave no Trace

## Nominations et récompenses
- Nommée pour la meilleure adaptation pour Winter's Bone lors des Oscars 2011[2]
- Meilleur film au Seattle International Film Festival
- Meilleur film au Gotham Independent Film Awards
- Prix spécial du jury au Festival du cinéma américain de Deauville
- Nommée pour au Critics' Choice Movie Award du meilleur scénario adapté
- Grand prix du jury du Festival de Sundance
- Emerging Master Awards au Festival international du film RiverRun